# Fredric Jameson
Fredric Ruff Jameson (n. 14 aprilie 1934, Cleveland, Ohio, SUA – d. 22 septembrie 2024, Durham, Carolina de Nord, SUA) a fost un critic literar american, filozof și teoretician politic marxist. El a fost cunoscut pentru analiza sa asupra tendințelor culturale contemporane, în special pentru analiza postmodernității și a capitalismului. Printre cele mai cunoscute cărți ale sale se numără Postmodernism, or, The Cultural Logic of Late Capitalism⁠(d) (1991) și The Political Unconscious⁠(d) (1981).
Jameson a condus Institutul de Teorie Critică de la Duke University. În 2012, Asociația Limbii Moderne a Americii⁠(d) i-a acordat lui Jameson un premiu pentru toată cariera academică.

## Lucrări (selecție)

### Cărți
- Sartre: The Origins of a Style. New Haven: Yale University Press. 1961.[14]
- Marxism and Form: Twentieth Century Dialectical Theories of Literature. Princeton: Princeton University Press. 1971.[14]
- The Prison-House of Language: A Critical Account of Structuralism and Russian Formalism. Princeton: Princeton University Press. 1972.[14]
- Fables of Aggression: Wyndham Lewis, the Modernist as Fascist. Berkeley: University of California Press. 1979.  Reissued: 2008 (Verso)[14]
- The Political Unconscious: Narrative as a Socially Symbolic Act. Ithaca, N.Y.: Cornell University Press. 1981.[14]
- Postmodernism and Cultural Theories (Chinese: 后现代主义与文化理论; pinyin: Hòuxiàndàizhǔyì yǔ wénhuà lǐlùn). Tr. Tang Xiaobing. Xi'an: Shaanxi Normal University Press. 1987.
- The Ideologies of Theory. Essays 1971–1986. Vol. 1: Situations of Theory. Minneapolis: University of Minnesota Press. 1988.
- The Ideologies of Theory. Essays 1971–1986. Vol. 2: The Syntax of History. Minneapolis: University of Minnesota Press. 1988.
- Nationalism, Colonialism, and Literature. Derry: Field Day, 1988.
- Late Marxism: Adorno, or, The Persistence of the Dialectic. London & New York: Verso. 1990.[14]
- Signatures of the Visible. New York & London: Routledge. 1990.[14]
- Postmodernism, or, the Cultural Logic of Late Capitalism. Durham, NC: Duke University Press. 1991.[14]
- The Geopolitical Aesthetic: Cinema and Space in the World System. Bloomington: Indiana University Press. 1992.[14]
- The Seeds of Time. The Wellek Library lectures at the University of California, Irvine. New York: Columbia University Press. 1994.[14]
- Brecht and Method. London & New York: Verso. 1998.[14] Reissued: 2011 (Verso)
- The Cultural Turn: Selected Writings on the Postmodern, 1983–1998. London & New York: Verso. 1998.[14] Reissued: 2009 (Verso)
- The Jameson Reader.  Ed. Michael Hardt and Kathi Weeks.  Oxford: Blackwell.  2000.
- A Singular Modernity: Essay on the Ontology of the Present. London & New York Verso. 2002.
- Archaeologies of the Future: The Desire Called Utopia and Other Science Fictions. London & New York: Verso. 2005.
- The Modernist Papers. London & New York Verso. 2007.
- Jameson on Jameson: Conversations on Cultural Marxism. Ed. Ian Buchanan. Durham, NC: Duke University Press. 2007.
- The Ideologies of Theory. London & New York: Verso. 2009. (One-volume edition, with additional essays)
- Valences of the Dialectic. London & New York: Verso. 2009.
- The Hegel Variations: On the Phenomenology of Spirit. London & New York: Verso. 2010.
- Representing 'Capital': A Reading of Volume One. London & New York: Verso. 2011.
- The Antinomies of Realism. London & New York: Verso. 2013.
- The Ancients and the Postmoderns: On the Historicity of Forms. London & New York: Verso. 2015.
- An American Utopia: Dual Power and the Universal Army. Ed. Slavoj Žižek. London and New York: Verso. 2016.
- Raymond Chandler: The Detections of Totality. London and New York: Verso. 2016.
- Allegory and Ideology. London and New York: Verso. 2019.
- The Benjamin Files. London and New York: Verso. 2020.
- Mimesis, Expression, Construction: Fredric Jameson's Seminar on Aesthetic Theory. Repeater. 2024
- Inventions of a Present : The Novel in its Crisis of Globalization. London and New York: Verso. 2024
- The Years of Theory: Postwar French Thought to the Present. Ed. Carson Welch. London and New York: Verso. 2024